# Leichtathletik-Weltmeisterschaften 2005/Hammerwurf der Männer

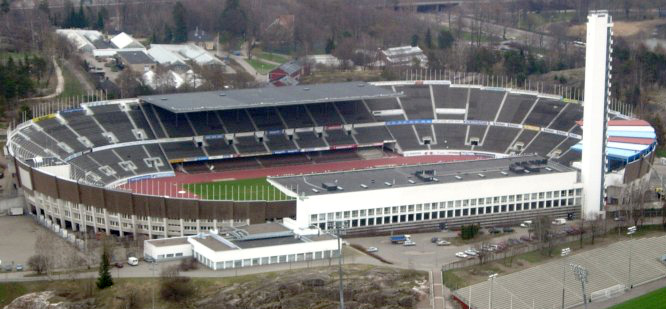
Das Olympiastadion in Helsinki im Mai 2005

Der Hammerwurf der Männer bei den Leichtathletik-Weltmeisterschaften 2005 wurde am 6. und 8. August 2005 im Olympiastadion der finnischen Hauptstadt Helsinki ausgetragen.
Weltmeister wurde der Belarusse Wadsim Dsewjatouski. Silber ging an den polnischen Olympiasieger von 2000 und Weltmeister von 2001 Szymon Ziółkowski. Der Deutsche Markus Esser errang die Bronzemedaille.

## Bestehende Rekorde
| Weltrekord | 86,74 m | Jurij Sjedych     | EM 1986 in Stuttgart, Bundesrepublik Deutschland | 30. August 1986 |
| WM-Rekord  | 83,38 m | Szymon Ziółkowski | WM 2001 in Edmonton, Kanada                      | 5. August 2001  |

Der bestehende WM-Rekord wurde bei diesen Weltmeisterschaften nicht eingestellt und nicht verbessert.

## Doping
Dieser Wettbewerb wurde von gleich drei Dopingfällen überschattet:
- Iwan Zichan, Belarus – zunächst Erster. Er wurde im Jahr 2013 des wiederholten Dopings überführt, unter anderem sein Resultat von diesen Weltmeisterschaften wurde annulliert.[2]
- Wladyslaw Piskunow, Ukraine – zunächst Zwölfter[3]
- Andrei Varantsou, Belarus – in der Qualifikation ausgeschieden[4]

Darüber hinaus wurde der ursprüngliche Silbermedaillengewinner Wadsim Dsewjatouski aus Belarus im Jahr 2013 des wiederholten Dopings überführt und zunächst disqualifiziert. Schon 2000 hatte er eine zweijährige dopingbedingte Sperre hinzunehmen. Er konnte jedoch in einer dreijährigen juristischen Auseinandersetzung vor dem Internationalen Sportgerichtshof (CAS) durchsetzen, dass die Probe nicht als positiv gewertet wurde und seine Disqualifikation damit rückgängig machen.
Die erst zum Teil weit nach Austragung dieser Weltmeisterschaften erfolgten Disqualifikationen führten zu zahlreichen Benachteiligungen.
- Zwei Athleten erhielten ihre Medaillen erst mit mehrjähriger Verspätung:
  - Szymon Ziółkowski, Polen – Silber
  - Markus Esser, Deutschland – Bronze
- Einem Werfer hätten im Finale drei weitere Versuche zugestanden, weil er nach dem Vorkampf unter den ersten Acht positioniert war:
  - Libor Charfreitag, Slowakei
- Zwei Athleten hätten über ihre Platzierung in der Qualifikation am Finale teilnehmen dürfen:
  - Alexandros Papadimitriou, Griechenland
  - Lukáš Melich, Tschechien

## Legende
Kurze Übersicht zur Bedeutung der Symbolik – so üblicherweise auch in sonstigen Veröffentlichungen verwendet:
| – | verzichtet                            |
| x | ungültig                              |
| r | Wettkampf nicht fortgesetzt (retired) |

## Qualifikation
31 Teilnehmer traten in zwei Gruppen zur Qualifikationsrunde an. Die Qualifikationsweite für den direkten Finaleinzug betrug 77,50 m. Drei Athleten übertrafen diese Marke (hellblau unterlegt). Das Finalfeld wurde mit den neun nächstplatzierten Sportlern auf zwölf Werfer aufgefüllt (hellgrün unterlegt). So reichten für die Finalteilnahme schließlich 75,92 m.

### Gruppe A

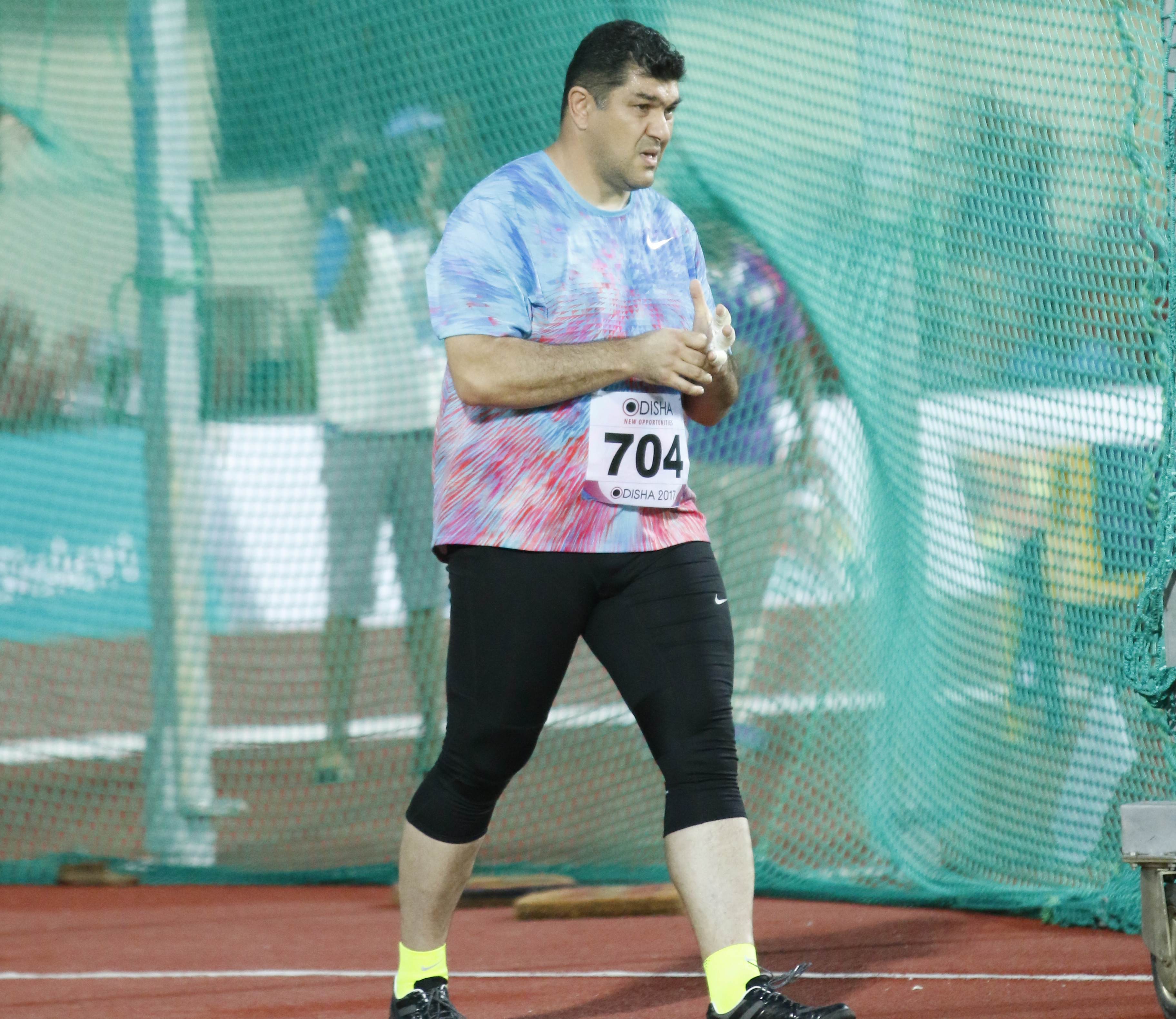
Dilschod Nasarow, Qualifikationsgruppe A, schied mit 73,38 m in der Qualifikation aus

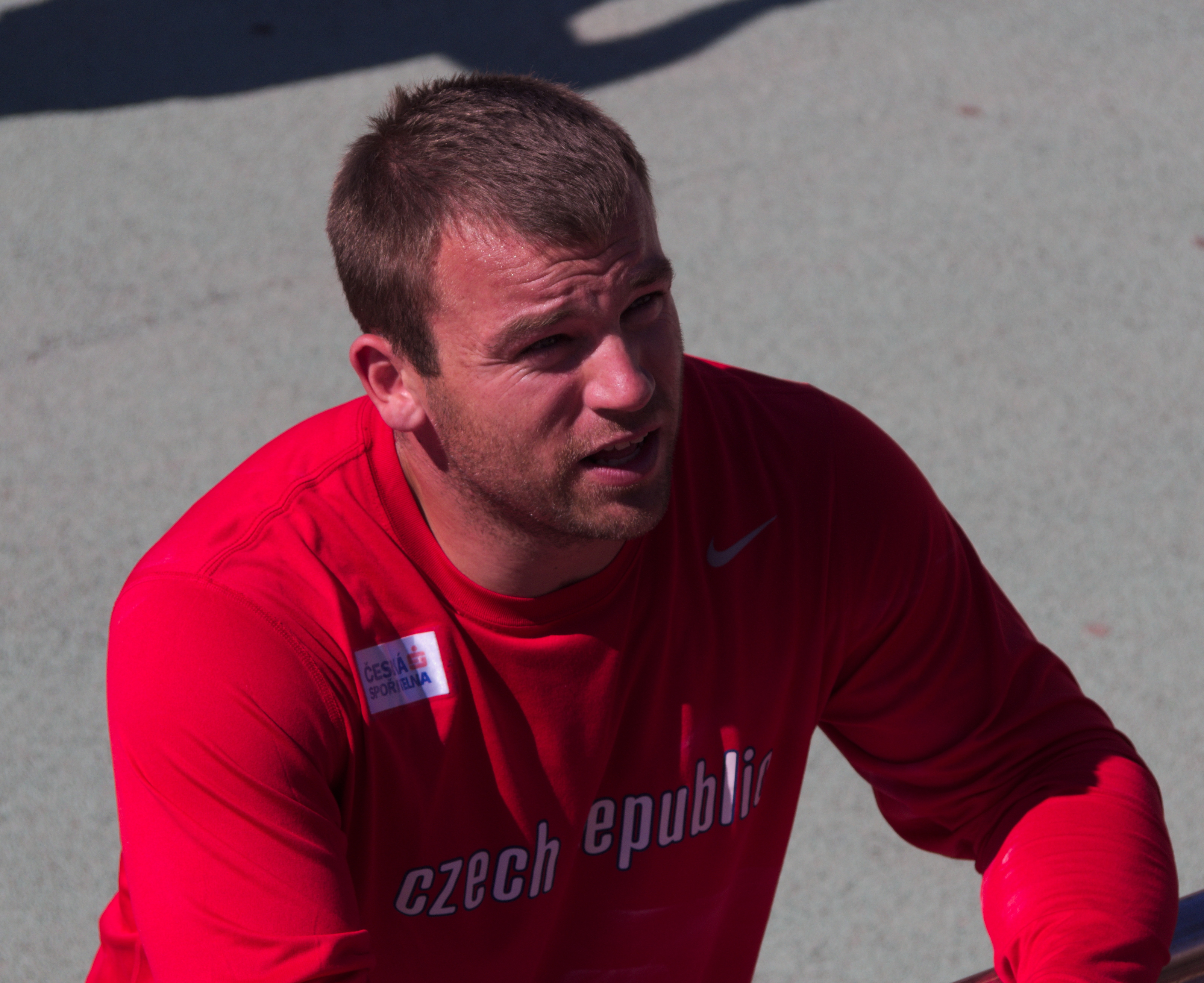
Lukáš Melich, Qualifikationsgruppe B, erreichte mit seinen 74,53 m nicht das Finale

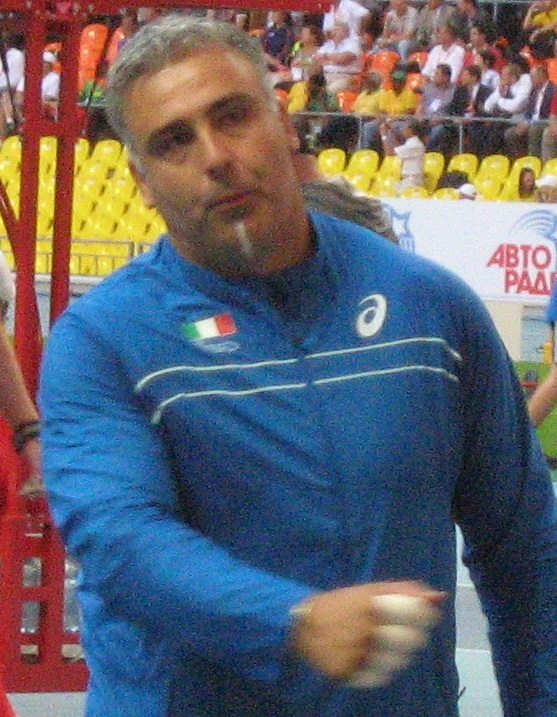
Nicola Vizzoni, Gruppe B – 70,77 m und damit ausgeschieden

6. August 2005, 11:30 Uhr
| Platz | Name                   | Nation        | Resultat (m)              | 1. Versuch (m)            | 2. Versuch (m)            | 3. Versuch (m)            |
| 1     | Wadsim Dsewjatouski    | Belarus       | 81,20                     | 76,86                     | 81,20                     | –                         |
| 2     | Olli-Pekka Karjalainen | Finnland      | 77,30                     | x                         | 76,09                     | 77,30                     |
| 3     | Holger Klose           | Deutschland   | 76,47                     | 76,47                     | 74,34                     | 72,24                     |
| 4     | Wadim Chersonzew       | Russland      | 75,92                     | 74,94                     | x                         | 75,92                     |
| 5     | Chris Harmse           | Südafrika     | 74,37                     | 72,50                     | 74,37                     | 73,17                     |
| 6     | Alfred George Kruger   | USA           | 73,63                     | 73,63                     | 73,23                     | 70,20                     |
| 7     | Dilschod Nasarow       | Tadschikistan | 73,38                     | 73,34                     | 73,38                     | 69,63                     |
| 8     | András Haklits         | Kroatien      | 73,26                     | 73,26                     | 71,51                     | x                         |
| 9     | Eşref Apak             | Türkei        | 73,03                     | 73,00                     | x                         | 73,03                     |
| 10    | Miloslav Konopka       | Slowakei      | 72,91                     | x                         | 72,91                     | x                         |
| 11    | Ihor Tuhay             | Ukraine       | 70,85                     | 70,66                     | x                         | 70,85                     |
| 12    | Juan Ignacio Cerra     | Argentinien   | 68,44                     | 67,72                     | 68,44                     | 67,50                     |
| 13    | Dorian Çollaku         | Albanien      | 58,83                     | 58,83                     | r                         |                           |
| NM    | Sergei Kirmassow       | Russland      | ogV                       | x                         | x                         | x                         |
| DOP   | Wladyslaw Piskunow     | Ukraine       | für das Finale zugelassen | für das Finale zugelassen | für das Finale zugelassen | für das Finale zugelassen |

### Gruppe B
6. August 2005, 13:05 Uhr
| Platz | Name                     | Nation       | Resultat (m) | 1. Versuch (m) | 2. Versuch (m) | 3. Versuch (m) | Anmerkung                              |
| 1     | Szymon Ziółkowski        | Polen        | 78,34        | 75,47          | 78,34          | –              |                                        |
| 2     | Andrij Skwaruk           | Ukraine      | 77,21        | 75,69          | x              | 77,21          |                                        |
| 3     | Krisztián Pars           | Ungarn       | 76,86        | 75,62          | 75,55          | 76,86          |                                        |
| 4     | Markus Esser             | Deutschland  | 76,45        | 73,19          | 71,62          | 76,45          |                                        |
| 5     | Ilja Konowalow           | Russland     | 76,42        | 71,91          | 76,42          | 75,71          |                                        |
| 6     | Libor Charfreitag        | Slowakei     | 76,30        | 76,30          | 75,28          | 75,00          |                                        |
| 7     | Alexandros Papadimitriou | Griechenland | 74,99        | 70,97          | 74,99          | x              | eigentlich für das Finale qualifiziert |
| 8     | Lukáš Melich             | Tschechien   | 74,53        | x              | 74,53          | x              | eigentlich für das Finale qualifiziert |
| 9     | Ali Mohamed al-Zankawi   | Kuwait       | 72,28        | x              | x              | 72,28          |                                        |
| 10    | James Parker             | USA          | 71,95        | 71,95          | x              | 70,94          |                                        |
| 11    | Mohsen Anani             | Ägypten      | 71,78        | 71,78          | x              | 68,95          |                                        |
| 12    | Roman Rozna              | Moldau       | 71,52        | 71,52          | 69,30          | 70,45          |                                        |
| 13    | Nicola Vizzoni           | Italien      | 70,77        | x              | 70,77          | x              |                                        |
| 14    | Patric Suter             | Schweiz      | 68,54        | 65,65          | 68,54          | x              |                                        |
| DOP   | Iwan Zichan              | Belarus      |              |                |                |                | für das Finale zugelassen              |
| DOP   | Andrei Varantsou         | Belarus      |              |                |                |                |                                        |

## Finale
8. August 2005, 18:40 Uhr
| Platz | Name                   | Nation      | Resultat (m) | 1. Versuch (m) | 2. Versuch (m) | 3. Versuch (m) | 4. Versuch (m)                                | 5. Versuch (m)                                | 6. Versuch (m)                                |
| 1     | Wadsim Dsewjatouski    | Belarus     | 82,60        | 78,11          | 80,45          | 82,60          | x                                             | 80,47                                         | 82,19                                         |
| 2     | Szymon Ziółkowski      | Polen       | 79,35        | 78,27          | 76,44          | 79,35          | 77,35                                         | 78,39                                         | x                                             |
| 3     | Markus Esser           | Deutschland | 79,16        | 78,57          | 79,11          | 76,88          | 79,16                                         | 77,11                                         | x                                             |
| 4     | Olli-Pekka Karjalainen | Finnland    | 78,77        | 77,05          | x              | 78,55          | 77,20                                         | x                                             | 78,77                                         |
| 5     | Ilja Konowalow         | Russland    | 78,59        | 78,59          | 76,21          | 76,60          | 78,08                                         | 78,44                                         | 75,36                                         |
| 6     | Krisztián Pars         | Ungarn      | 78,03        | 76,21          | x              | 77,26          | 78,03                                         | 76,85                                         | x                                             |
| 7     | Wadim Chersonzew       | Russland    | 77,59        | 76,16          | 77,59          | 73,63          | 76,81                                         | x                                             | 72,24                                         |
| 8     | Libor Charfreitag      | Slowakei    | 76,05        | 76,05          | 75,02          | x              | eigentlich zu drei weiteren Würfen berechtigt | eigentlich zu drei weiteren Würfen berechtigt | eigentlich zu drei weiteren Würfen berechtigt |
| 9     | Andrij Skwaruk         | Ukraine     | 76,01        | 74,81          | 72,69          | 76,01          | nicht im Finale der besten acht Werfer        | nicht im Finale der besten acht Werfer        | nicht im Finale der besten acht Werfer        |
| 10    | Holger Klose           | Deutschland | 74,80        | 74,41          | x              | 74,80          | nicht im Finale der besten acht Werfer        | nicht im Finale der besten acht Werfer        | nicht im Finale der besten acht Werfer        |
| DOP   | Iwan Zichan            | Belarus     |              |                |                |                |                                               |                                               |                                               |
| DOP   | Wladyslaw Piskunow     | Ukraine     |              |                |                |                |                                               |                                               |                                               |

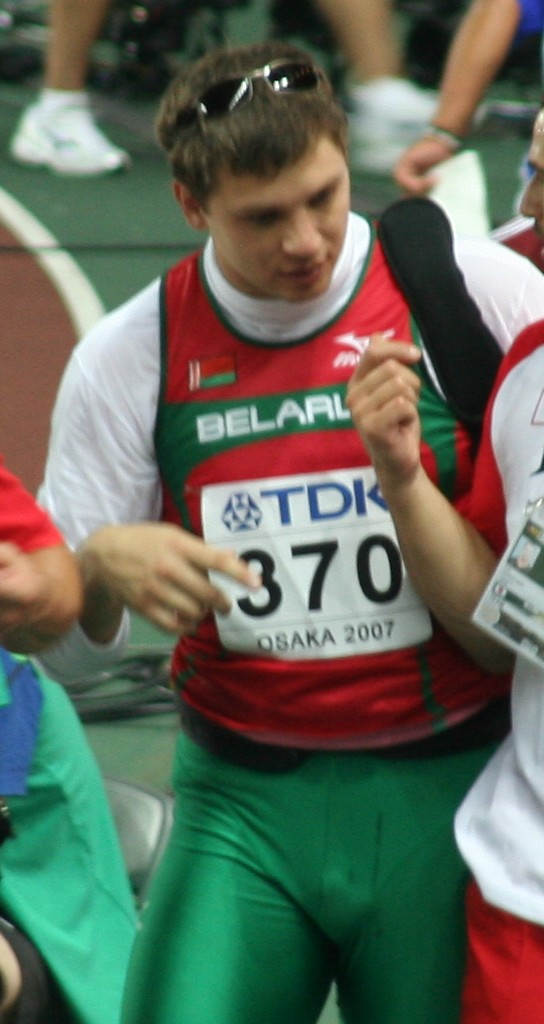
Weltmeister Wadsim Dsewjatouski
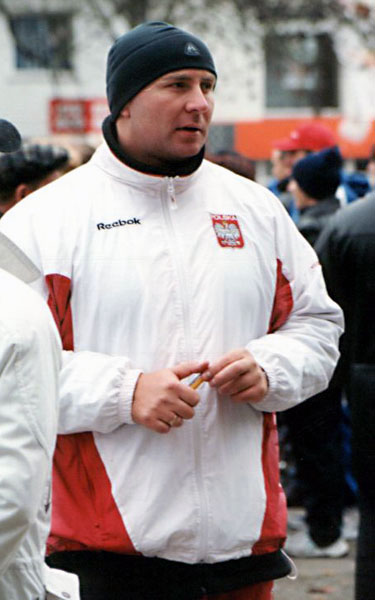
Szymon Ziółkowski, 2000 Olympiasieger, wurde zum zweiten Mal nach 2001 Vizeweltmeister
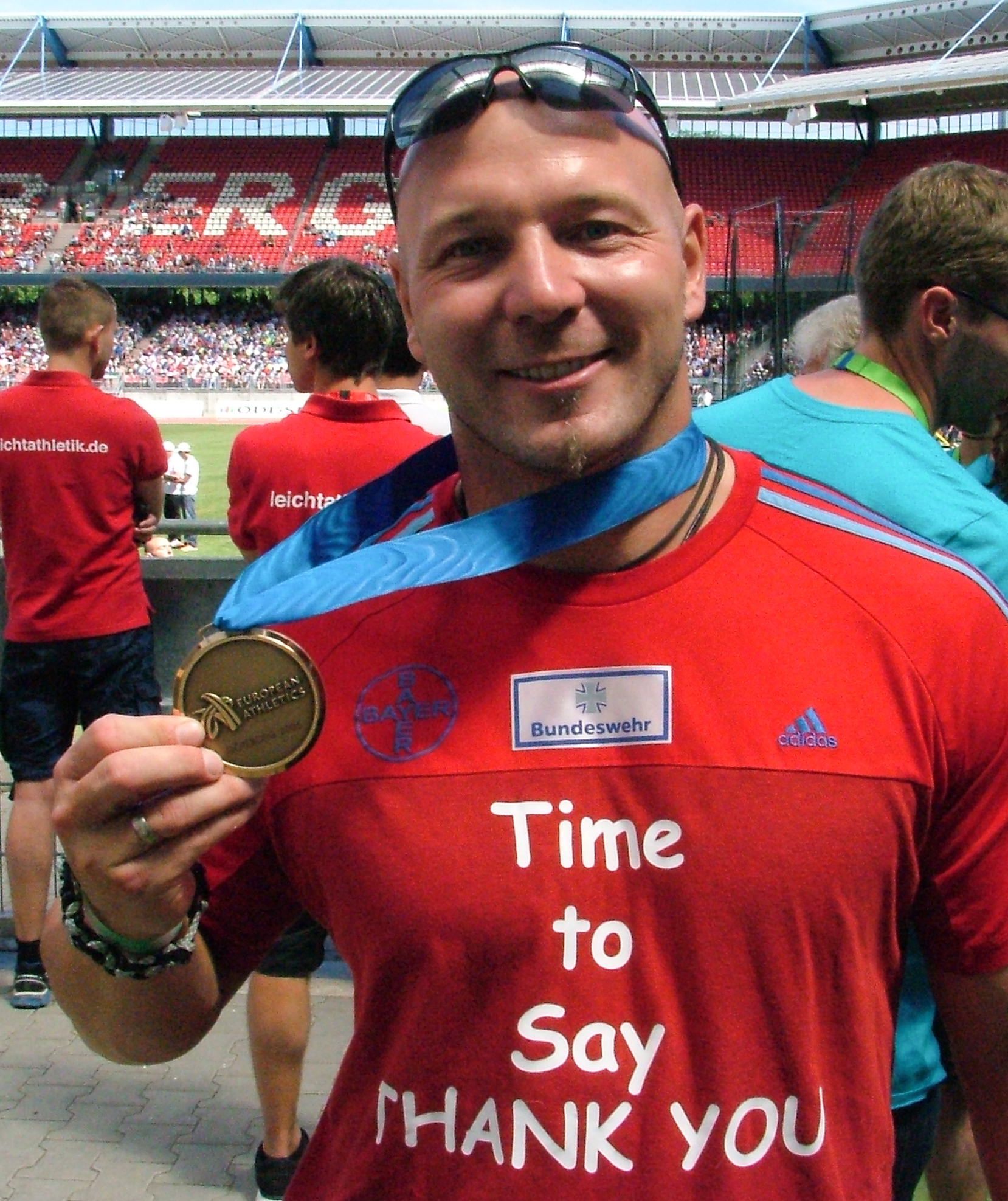
Bronzemedaillengewinner Markus Esser wurde mehrfach durch Dopingsünder um Top-Platzierungen und Medaillen betrogen, die er dann erst viel später doch noch erhielt

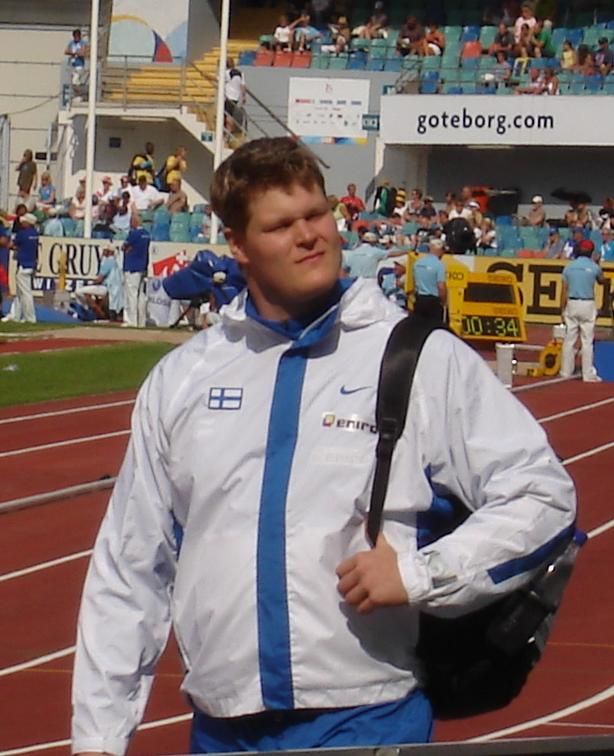
Der viertplatzierte Olli-Pekka Karjalainen
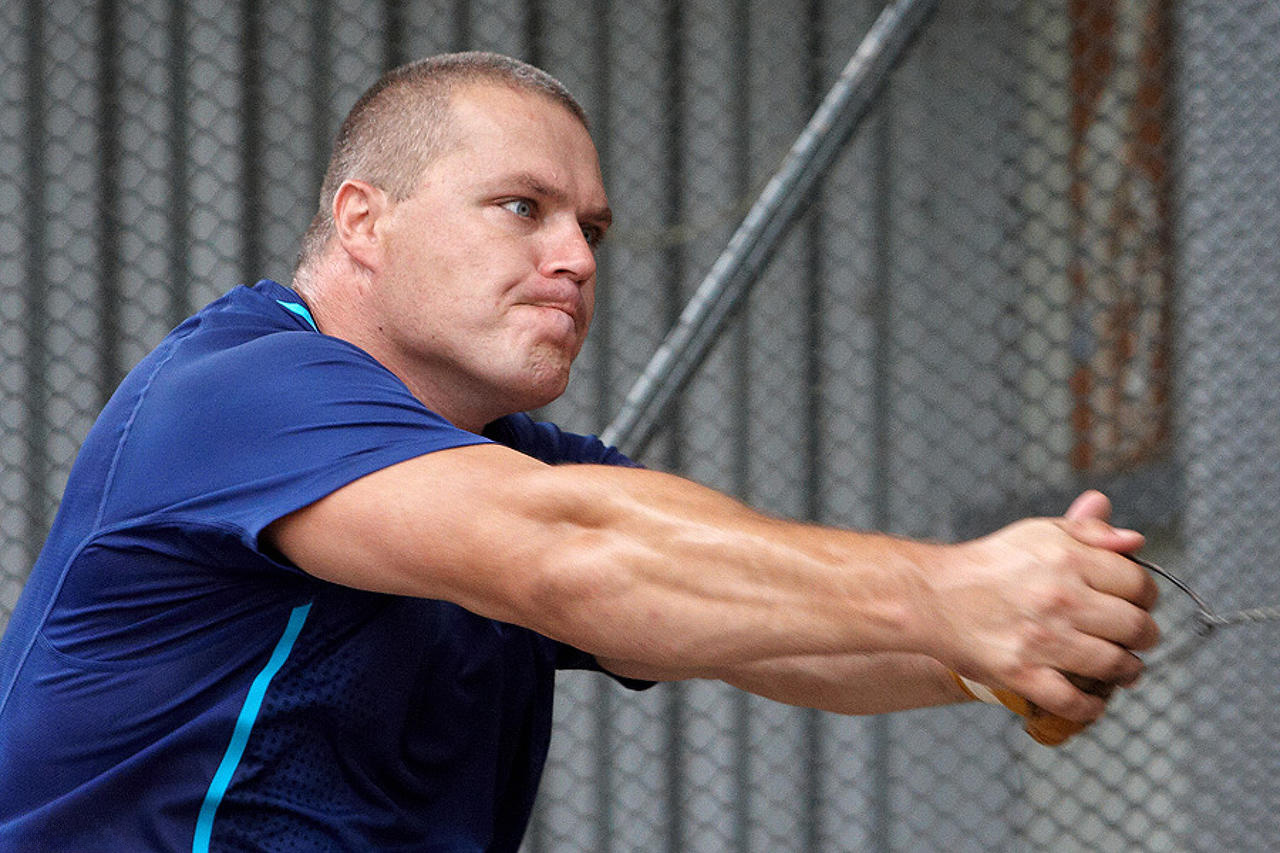
Krisztián Pars belegte Rang fünf
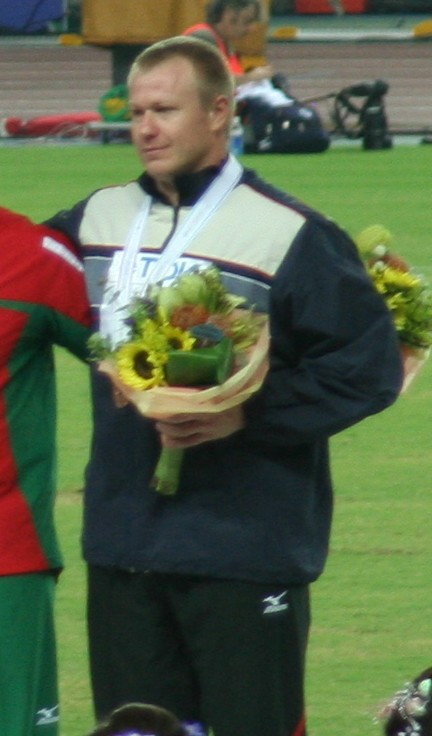
Libor Charfreitag kam auf den siebten Platz
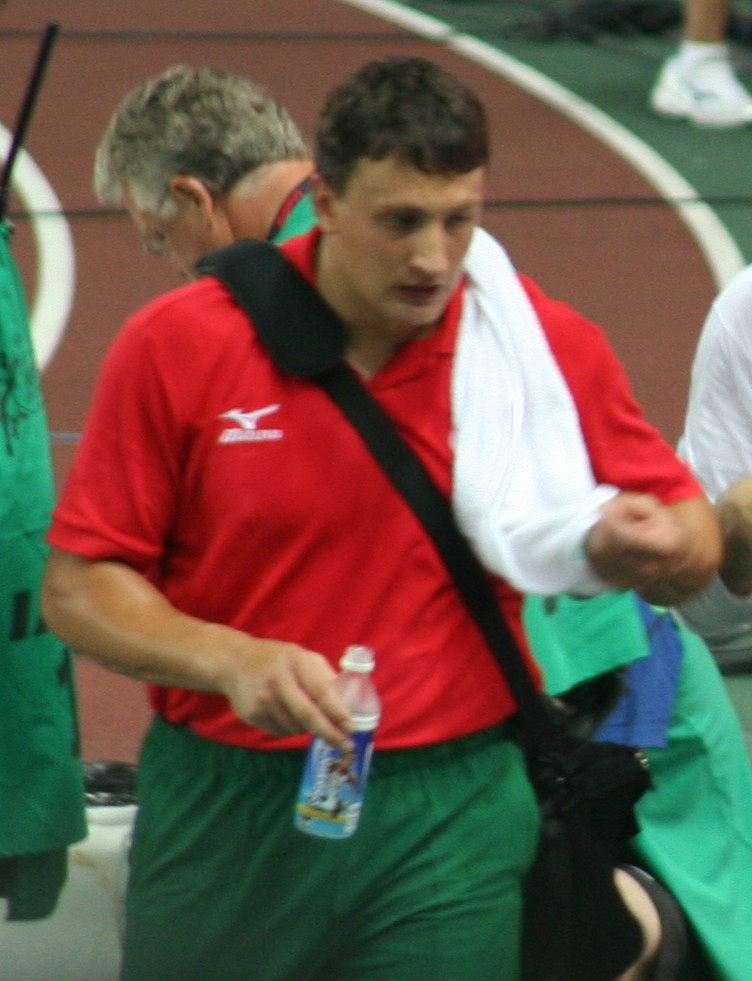
Iwan Zichan – einer von drei Dopingbetrügern in diesem Wettbewerb

## Video
- Hammer Throw Mens Final IAAF World Championships 2005 Helsinki, youtube.com, abgerufen am 4. Oktober 2020